# ROM Technik
ROM Technik mit Sitz in Bremen und operativer Zentrale in Stuttgart ist ein Unternehmen, das sich auf die Planung und Installation von Gebäudetechnik spezialisiert hat. Es ist Teil der Zech Group.

## Geschäftstätigkeit
ROM Technik spezialisiert sich unter anderem auf die Einrichtung von Reinräumen, die Stromversorgung, Kommunikations- und Sicherheitstechnik sowie Medienversorgung von Gebäuden und die industrielle Lufttechnik.
Das Unternehmen verfügt seit 2017 über Hauptniederlassungen in Aalen, Düsseldorf, Hamburg, Stuttgart und seit 2020 in Dresden.
Das Unternehmen war unter anderem an der Ausstattung des Siemens Campus Erlangen und des Neuen Kanzlerplatzes in Bonn beteiligt. Bevorzugt übernimmt es Aufträge innerhalb des Zech-Konzerns.

## Geschichte
Zech kaufte im November 2015 zentrale Unternehmensbereiche der Technischen Gebäudeausrüstung von Imtech Deutschland aus dessen Insolvenzmasse heraus und brachte diese in einer kurz zuvor gegründete Gesellschaft ein. Rund 2300 operative Mitarbeiter wurden übernommen, die Verwaltung in der insolventen Gesellschaft belassen. Rudolph Otto Meyer Technik als Firmenname geht dabei auf das 1997 von Imtech erworbene Unternehmen gleichen Namens, gegründet 1858, zurück.
Mit der Übernahme war ROM Technik im ersten Schritt an 25 Standorten in Deutschland aktiv. Die Übernahme umfasste auch rund 400 Projekte mit einem Auftragsvolumen in Höhe von rund 45 Millionen Euro und damit rund ein Drittel der zuletzt bei Imtech verfolgten Projekte, darunter auch die Ausstattung des Flughafens Berlin Brandenburg.
Im Juni 2021 übernahm ROM Technik den Unternehmenszweig Unit Automotive System Solutions der Weiss Technik GmbH, einen Spezialisten für den Bau von Prüfständen für die Automobilindustrie und ebenfalls in Teilen aus Imtech Deutschland hervorgegangen. Im August 2022 übernahm ROM Technik den insolventen Gebäudeausstatter Calvias mit Sitz in Trier.